# 요가학원: 죽음의 쿤달리니
"요가학원: 죽음의 쿤달리니"는 2020년에 개봉한 대한민국의 영화이다.

## 캐스팅
- 이채영 : 이효정 역
- 최철호 : 성민 역
- 조정민 : 강미연 역
- 간미연 : 정보라 역
- 한세민 : 김지원 역
- 김시운 : 유진 역
- 비비 : 정예나 역
- 정주연 : 최가영 역
- 송용진 : 명철 역
- 황성준 : 최 비서 역
- 고건우 : 남수 역
- 서우린 : 여직원 역
- 배용근 : 경찰 1 역
- 박성호 : 경찰 2 역
- 안수민 : 에이전시 대표 역
- 김경진 : 광고주 역
- 김동찬 : 메이크업 스탭 역
- 배수경 : 스타일리스트 역
- 채원빈 : 헤어 스탭 역
- 박영규 : 포토그래퍼 역
- 김윤지 : 피부과 의사 역
- 고은이 : 혜경 역
- 이재웅 : 철수 역
- 김한 : 코치 역
- 양정민 : 10대 가영 역
- 김나은 : 10대 보라 역
- 정승하 : 10대 효정 역
- 김혜지 : 여경찰 역
- 신지민 : 간호사 역
- 홍기석 : 의사 역
- 전지수 : 필라테스 강사 역
- 강민정 : 필라테스 수강생 1 역
- 김나영 : 필라테스 수강생 2 역
- 신지원 : 필라테스 수강생 3 역
- 이은수 : 필라테스 수강생 4 역
- 한덕우 : 헬스클럽 회원 1 역
- 이승윤 : 헬스클럽 회원 2 역
- 유현수 : 목소리대역
- 정재훈 : 목소리출연
- 김혜인 : 목소리출연
- 오광록 : 과장 역 (특별출연)

## 같이 보기
- 2020년 대한민국의 영화 목록